# Дезокси захар
Дезокси захарите са монозахариди, при които една хидроксилна група е заместена с водороден атом.
Примери:
- Дезоксирибоза
- Фукоза
- Рамноза
- Кладиноза
- Колитоза
- Фукулоза
- Даунозамин
- Перозамин
- Сулфоквиновоза